# Adolfo di Egmond
Adolfo di Egmond (Grave, 12 febbraio 1438 – Tournai, 27 giugno 1477) fu duca di Gheldria e Conte di Zutphen, dal 1465 al 1471 e poi per pochi mesi, nel 1477.

## Origine
Adolfo era figlio maschio secondogenito del duca di Gheldria e Conte di Zutphen, Arnoldo di Egmond e di Caterina di Kleve (1417 † 1479), figlia del primo Duca di Kleve, Adolfo I e di Maria di Borgogna, figlia del duca di Borgogna, Giovanni Senza Paura e di Margherita di Baviera.

Arnoldo di Egmond era figlio del signore di Egmond e di IJsselstein e Duca reggente di Gheldria, Giovanni II di Egmond e di Maria d'Arkel (1389 † 1415), che, secondo il Kronijk van Arent toe Bocop era figlia di Giovanni signore di Arkel e di Giovanna di Gheldria, figlia di Guglielmo II di Jülich e di Maria di Gheldria.

## Biografia
Suo padre, Arnoldo, aveva acquisito il sostegno dei suoi Stati accordando loro dei privilegi anche con l'appoggio del duca di Borgogna, Filippo il Buono, del quale aveva sposato una nipote (figlia di Maria, sorella di Filippo). Ma suo padre, Arnoldo, tra il 1456 ed il 1457 s'inimicò il duca a causa della elezione del vescovo di Utrecht: Gijsbrecht van Brederode era stato eletto vescovo dal capitolo della cattedrale, mentre Filippo il Buono aveva fatto pressione su papa Callisto III, che nominò il figlio illegittimo di Filippo, Davide di Borgogna; anche se Gijsbrecht van Brederode si era dimesso in cambio di un cospicuo compenso, Davide non fu ben accetto e nel 1459 dovette lasciare Utrecht; Filippo, allora con l'appoggio delle città di Gheldria e di Adolfo, nel 1465, lo rovesciò, lo imprigionò e lo sostituì con Adolfo, come ci viene riportato dal Clivia, Julia, Montia, Marchia, Ravensburgia, antiquae.
Filippo il Buono morì nel 1467 e gli succedette Carlo il Temerario, che non voleva essere un alleato delle municipalità. Adolfo, dopo il fallimento dei negoziati con Carlo, fu imprigionato e, suo padre, Arnoldo, nel 1471, fu nuovamente riconosciuto duca di Gheldria.
Contro i consigli delle città, Arnoldo, mantenendo il vitalizio, cedette a Carlo il ducato di Gheldria in cambio di 300.000 fiorini renani.
Arnoldo morì, nel 1473, a Grave, dove fu sepolto; Carlo il Temerario, nuovo duca, prese possesso del ducato di Gheldria.
Dopo la morte di Carlo il Temerario, nel 1477, Adolfo fu liberato e, con le armi si riconquistò il ducato, e trovò la morte, a Tournai, trafitto da una lancia, in una battaglia per la difesa del ducato; il ducato andò allora alla figlia di Carlo il Temerario, Maria di Borgogna.

## Matrimonio e discendenza
Adolfo, a Bruges, il 28 dicembre 1463, come ci conferma lo storico e genealogista francese, Pierre de Guibours, detto Père Anselme de Sainte-Marie o più brevemente Père Anselme, nel suoHistoire généalogique et chronologique de la maison royale de France, aveva sposato Caterina di Borbone-Clermont, la figlia femmina quartogenita del quinto duca di Borbone, il quarto duca d'Alvernia, Conte di Clermont e conte di Forez, Carlo I e della moglie, Agnese di Borgogna.
Adolfo da Caterina ebbe tre figli:
- Carlo (Grave, 9 novembre 1467-Arnhem, 30 giugno 1538), duca di Gheldria[7];
- Filippa (Grave, 9 novembre 1467-Nancy, 28 febbraio 1547), duchessa consorte di Lorena in quanto moglie di Renato II di Lorena[7].

Da una relazione extra-matrimoniale con Elisabetta di Haeften nacque:
- Raniero di Geldern (* ca. 1460, † 11 novembre 1522). Nel 1499 fu Signore di Grunsfoort, dal 1502 al 1522, Statolder del ducato di Gheldria, nel 1507 consigliere, nel 1514 Drots del Veluwe e nel 1516 Signore di Wickrath. Il 29 giugno 1503 sposò Aleid, della famiglia Schenck von Nideggen († 21 dicembre 1555), ereditiera di Arcen: insieme furono gli antenati dei futuri conti von Geldern-Egmond.[10]

Da ulteriori rapporti extra-coniugali con donne ignote nacquero i figli:
- Guglielmo, bastardo di Geldern († dopo il 1532), nel 1526 canonico di Utrecht e Xanten.
- Gioacchino, bastardo di Geldern, canonico di Zutphen, nel 1522 cappellano dei conti Karl (suoi legittimi fratellastri), nel 1527 pastore in Aldekerk.
- Caterina, bastarda di Geldern, nel 1526 suora nel convento di Nazareth a Geldern.
- Ermengarda, bastarda di Geldern.
- Giovanni, bastardo di Geldern (* 1470, † 1509), 1492 Drots di Krieckenbeck ed Erkelenz, 1501 Pfandherr di Rozendaal, nel 1502 Scoltetto di Hattem, nel 1508 Signore Wilp. Egli sposò Margherita di Eversdijk, figlia di Michael van Eversdijk.[10]

## Ascendenza
|                                |                                   |                               | Genitori                                  |  |  | Nonni |  |  | Bisnonni                     |  |  | Trisnonni                     |  |
|                                |                                   |                               |                                           |  |  |       |  |  | Arnoldo I, signore di Egmond |  |  | Giovanni I, signore di Egmond |  |
|                                |                                   |                               |                                           |  |  |       |  |  | Arnoldo I, signore di Egmond |  |  | Giovanni I, signore di Egmond |  |
|                                |                                   | Guida of Ijsselstein          |                                           |  |  |       |  |  | Arnoldo I, signore di Egmond |  |  |                               |  |
| Giovanni II, signore di Egmond |                                   |                               |                                           |  |  |       |  |  | Arnoldo I, signore di Egmond |  |  |                               |  |
|                                |                                   | Jolanda di Leiningen-Dagsburg | Federico VII, conte di Leiningen-Dagsburg |  |  |       |  |  |                              |  |  |                               |  |
|                                |                                   | Jolanda di Leiningen-Dagsburg | Federico VII, conte di Leiningen-Dagsburg |  |  |       |  |  |                              |  |  |                               |  |
|                                |                                   | Jolanda di Leiningen-Dagsburg | Jolanda di Jülich                         |  |  |       |  |  |                              |  |  |                               |  |
| Arnoldo, duca di Gheldria      |                                   | Jolanda di Leiningen-Dagsburg |                                           |  |  |       |  |  |                              |  |  |                               |  |
|                                |                                   | Giovanni V, signore di Arkel  | Ottone, signore di Arkel                  |  |  |       |  |  |                              |  |  |                               |  |
|                                |                                   | Giovanni V, signore di Arkel  | Ottone, signore di Arkel                  |  |  |       |  |  |                              |  |  |                               |  |
|                                |                                   | Giovanni V, signore di Arkel  | Elisabetta di Bar                         |  |  |       |  |  |                              |  |  |                               |  |
| Maria di Arkel                 |                                   | Giovanni V, signore di Arkel  |                                           |  |  |       |  |  |                              |  |  |                               |  |
|                                |                                   | Giovanna di Jülich            | Guglielmo II, duca di Jülich              |  |  |       |  |  |                              |  |  |                               |  |
|                                |                                   | Giovanna di Jülich            | Guglielmo II, duca di Jülich              |  |  |       |  |  |                              |  |  |                               |  |
|                                |                                   | Giovanna di Jülich            | Maria, duchessa di Gheldria               |  |  |       |  |  |                              |  |  |                               |  |
| Adolfo, duca di Gheldria       |                                   | Giovanna di Jülich            |                                           |  |  |       |  |  |                              |  |  |                               |  |
|                                | Adolfo III, conte di Mark e Kleve | Adolfo II, conte di Mark      |                                           |  |  |       |  |  |                              |  |  |                               |  |
|                                | Adolfo III, conte di Mark e Kleve | Adolfo II, conte di Mark      |                                           |  |  |       |  |  |                              |  |  |                               |  |
|                                | Adolfo III, conte di Mark e Kleve | Margherita di Kleve           |                                           |  |  |       |  |  |                              |  |  |                               |  |
| Adolfo I, duca di Kleve        | Adolfo III, conte di Mark e Kleve |                               |                                           |  |  |       |  |  |                              |  |  |                               |  |
|                                |                                   | Margherita di Berg            | Gerardo, conte di Berg                    |  |  |       |  |  |                              |  |  |                               |  |
|                                |                                   | Margherita di Berg            | Gerardo, conte di Berg                    |  |  |       |  |  |                              |  |  |                               |  |
|                                |                                   | Margherita di Berg            | Margherita di Ravensberg                  |  |  |       |  |  |                              |  |  |                               |  |
| Caterina di Kleve              |                                   | Margherita di Berg            |                                           |  |  |       |  |  |                              |  |  |                               |  |
|                                |                                   | Giovanni, duca di Borgogna    | Filippo II, duca di Borgogna              |  |  |       |  |  |                              |  |  |                               |  |
|                                |                                   | Giovanni, duca di Borgogna    | Filippo II, duca di Borgogna              |  |  |       |  |  |                              |  |  |                               |  |
|                                |                                   | Giovanni, duca di Borgogna    | Margherita III, contessa di Fiandra       |  |  |       |  |  |                              |  |  |                               |  |
| Maria di Borgogna              |                                   | Giovanni, duca di Borgogna    |                                           |  |  |       |  |  |                              |  |  |                               |  |
|                                |                                   | Margherita di Baviera         | Alberto I, duca di Baviera                |  |  |       |  |  |                              |  |  |                               |  |
|                                |                                   | Margherita di Baviera         | Alberto I, duca di Baviera                |  |  |       |  |  |                              |  |  |                               |  |
|                                |                                   | Margherita di Baviera         | Margherita di Brieg                       |  |  |       |  |  |                              |  |  |                               |  |
|                                |                                   | Margherita di Baviera         |                                           |  |  |       |  |  |                              |  |  |                               |  |

### Fonti primarie
- (NL)  Urkundenbuch für die Geschichte des Niederrheins, Volume 4.
- (NL)  Kronijk van Arent toe Bocop.
- (LA)  Clivia, Julia, Montia, Marchia, Ravensburgia, antiquae.

### Letteratura storiografica
- (FR)  Histoire généalogique et chronologique de la maison royale de France, tomus I.
- (FR)  #ES Histoire du Bourbonnais et des Bourbons qui l'ont possédé, Volume 1.
- (FR)  Histoire généalogique et chronologique de la maison royale de France, tomus III.